# Henry Clay (Delaware)
Henry Clay é uma comunidade sem personalidade jurídica do Condado de New Castle, Delaware, Estados Unidos. O nome é uma homenagem ao político Henry Clay.